# Cischweinfia
Cischweinfia é um género botânico pertencente à família das orquídeas (Orchidaceae).

## Espécies
1. Cischweinfia colombiana Garay, Orquideologia 8: 54 (1973).
2. Cischweinfia dasyandra (Rchb.f.) Dressler & N.H.Williams, Amer. Orchid Soc. Bull. 39: 991 (1970).
3. Cischweinfia donrafae Dressler & Dalström, Selbyana 25: 9 (2004).
4. Cischweinfia jarae Dodson & D.E.Benn., Icon. Pl. Trop., II, 1: t. 28 (1989).
5. Cischweinfia kroemeri R.Vásquez & Dodson, Revista Soc. Boliv. Bot. 2: 143 (1999).
6. Cischweinfia nana Dressler, Selbyana 22: 9 (2001).
7. Cischweinfia parva (C.Schweinf.) Dressler & N.H.Williams, Amer. Orchid Soc. Bull. 39: 992 (1970).
8. Cischweinfia platychila Garay, Orquideologia 7: 201 (1972).
9. Cischweinfia popowianaKöniger, Arcula 7: 191 (1997).
10. Cischweinfia pusilla(C.Schweinf.) Dressler & N.H.Williams, Amer. Orchid Soc. Bull. 39: 992 (1970).
11. Cischweinfia rostrata Dressler & N.H.Williams, Amer. Orchid Soc. Bull. 39: 993 (1970).